# AIC–Nemzetközi szín egyesület
A Nemzetközi szín egyesület AIC, Association Internationale de la Couleur (németül Internationale Vereinigung für die Farbe) nemzetközi társulat, amelynek célkitűzése a színekkel kapcsolatos kutatás ösztönzése, az ezzel kapcsolatos ismeretek terjesztése és alkalmazása a tudomány, a művészet, az ipar, az építészet és belsőépítészet munkájának támogatása. Legszorosabb együttműködő partnere a Nemzetközi Világítástechnikai Bizottság, de tevékenysége kapcsolódik a Nemzetközi Szabványügyi Szervezethez és a Nemzetközi Optikai Bizottsághoz.
Az AIC megjelölt egy napot a Szín Nemzetközi Napjaként, amelyet március 21-én ünnepelnek 2009 óta.
Az AIC alapítása 1967 június 21-én történt Washingtonban a CIE 16. ülésszakán. Magyarországon az AIC Magyar nemzeti bizottsága az MTA színelméleti szakosztályának támogatásával jött létre, erős építészeti háttérrel.

## Elnökei
- William David Wright (1967-1969, Egyesült Királyság),
- Yves LeGrand (1970-1973, Franciaország),
- Tarow Indow (1974-1977, Japán),
- C. James Bartleson (1978-1981, Amerikai Egyesült Államok),
- Robert William Gainer Hunt (1982-1985, Egyesült Királyság),
- Heinz Terstiege (1986-1989, Németország),
- Alan R. Robertson (1990-1993, Kanada),
- Lucia Rositani Ronchi (1994-1997, Olaszország),
- Mitsuo Ikeda (1998-2001, Japán),
- Paula Jean Alessi (2002-2005, Amerikai Egyesült Államok),
- José Luis Caivano (2006-2009, Argentína),
- Berit Bergström (2010-2013, Svédország),
- Javier Romero (2014-2015, Spanyolország),
- Nick Harkness (2016-2017, Ausztrália),
- Tien-Rein Lee (2017-2019, Tajvan).
- Vien Cheung (2020-2021  Egyesült Királyság)
- Leslie Harrington (2022-2024 Amerikai Egyesült Államok)
- Maurizio Rossi (2024-2025 Olaszország)

## Kongresszusok
Az AIC kongresszusai négy évente követik egymást. Közben (általában) két évente időközi (midterm) konferenciát is rendeznek. A konferenciák tudományos előadások sorozatát tartalmazzák, tematika szerint szervezett szekcióülésekkel (interim meeting). A előadások anyagát a szervezet hivatalos honlapján teszik közé.
| év   | sorszám  | cím                                                       | szervező                                                                         | helyszín                                      |
| ---- | -------- | --------------------------------------------------------- | -------------------------------------------------------------------------------- | --------------------------------------------- |
| 1957 |          | Visual Problems of Colour, Symposium                      | National Physical Laboratory                                                     | Middlesex, Egyesült Királyság                 |
| 1958 |          | 2nd Journees Internationales de la Couleur                | Commission of French Colorimetry                                                 | Toulouse, Franciaország                       |
| 1959 |          | Edition de Synthese                                       | Association des techniciens de l'industrie des peintures et industries cionnexes | Bruxelles, Belgium                            |
| 1961 |          | Maxwell Colour Centenary                                  | The Colour Group of Great Britain                                                | London, Egyesült Királyság                    |
| 1961 |          | Internatioonale Farbtagung                                | Fachnormenausschuss Farbe (FNF)                                                  | Düsseldorf, Németország                       |
| 1963 |          | Atti delle VIle Giornate lnternazionali del Colore        | Associazione Ottica Italiana                                                     | Firenze, Olaszország                          |
| 1964 |          | Colour and life                                           | Institute of Biology                                                             | London, Egyesült Királyság                    |
| 1964 |          | Colour vision                                             | CIBA Foundation                                                                  | London, Egyesült Királyság                    |
| 1965 |          | Scientific and Practical Aspects of Colou                 | Swiss Organization Committee                                                     | Luzern, Svájc                                 |
| 1969 | 1        | Color '69                                                 | International Colo(u)r Association                                               | Stockholm, Svédország                         |
| 1971 |          | Color metrics                                             | Nederlandse Vereniging voor Kleurenstudie                                        | Driebergen, Hollandia                         |
| 1973 | 2        | Colour 73                                                 | University of York                                                               | London, Egyesült Királyság                    |
| 1976 | interim  | Colour Dynamics Conference                                | Hungarian National Colour Committee                                              | Budapest OMKDK, Magyarország                  |
| 1977 | 3        | AIC Color 77                                              | Inter-Society Color Council                                                      | Troy, New York, Egyesült Államok              |
| 1978 | interim  | Color Measurement and its Application                     |                                                                                  | London, Egyesült Királyság                    |
| 1979 | midterm  | Color Appearance                                          |                                                                                  | Tokio, Japán                                  |
| 1980 | interim  | Harry Helson Memorial Symposium on Chromatic Adaptation   |                                                                                  | Williamsburg, Virginia, Egyesült Államok      |
| 1981 | 4        | Golden Jubilee of Colour in the CIE                       | Deutsche Farbwissenschaftliche Gesellschaft                                      | Berlin, Németország                           |
| 1982 | interim  | Színdinamika '82                                          | Hungarian National Colour Committee                                              | Budapest OMKDK, Magyarország                  |
| 1983 | midterm  | The Forsius Symposium on Colour Order Systems             | Stiftelsen Svenskt Färgcentrum                                                   | Kungälv, Svédország                           |
| 1985 | 5        | Mondial Couleur 1985                                      | Centre Français de la Couleur                                                    | Monte Carlo, Monaco                           |
| 1987 | midterm  | Wyszecki-Stiles Memorial Symposium on Color Vision Models | Associazione Ottica Italiana                                                     | Firenze, Olaszország                          |
| 1988 | interim  | Colour in environmental design                            | Winterthur Polytechnic                                                           | Winterthur, Svájc                             |
| 1989 | 6        | Color 89                                                  | Grupo Argentino del Color                                                        | Buenos Aires, Argentina                       |
| 1991 | midterm  | Colour & Light 91                                         | The Colour Society of Australia                                                  | Powerhouse Museum, Sydney, Ausztrália         |
| 1992 | interim  | Computer Color Formulation                                |                                                                                  | Princeton, New Jersey, Egyesült Államok       |
| 1993 | 7        | Colour 93                                                 | Hungarian National Colour Committee                                              | Budapesti Műszaki Egyetem, Magyarország       |
| 1994 | interim  | Images in Colour                                          | The Colour Group of Great Britain                                                | Cambridge, Egyesült Királyság                 |
| 1995 | midterm  | Colorimetry                                               | Deutscher Verband Farbe                                                          | Berlin, Németország                           |
| 1996 | interim  | Color and Psychology                                      | Scandinavian Colour Institute                                                    | Stockholm, Svédország                         |
| 1997 | 8        | AIC Color 97                                              | Color Science Association of Japan                                               | Kyoto, Japán                                  |
| 1999 | midterm  | Applications of Colorimetry in Industry and Design        | Warsaw: Central Office of Measures                                               | Varsó, Lengyelország                          |
| 2000 | interim  | Color and Environment                                     | Korean Society of Color Studies                                                  | Szöul, Dél-Korea                              |
| 2001 | 9        | AIC Color 01                                              | Inter-Society Color Council                                                      | Rochester, New-York, Egyesült Államok         |
| 2002 | interim  | Color & Textiles                                          | University of Maribor                                                            | Maribor, Szlovénia                            |
| 2003 | midterm  | Color Communication and Management                        | The Color Group of Thailand                                                      | Bangkok, Thaiföld                             |
| 2004 | interim  | Colour and Paints                                         | Associação Brasileira da Cor                                                     | Porto Alegre, Brazilia                        |
| 2005 | 10       | AIC Color 05                                              | Comité Español del Color                                                         | Granada, Spanyolország                        |
| 2006 | interim  | Color in Fashion and Colour in Culture                    | Colour Group of South Africa                                                     | Misty Hills, Gauteng, Dél-afrikai Köztársaság |
| 2007 | midterm  | Color Science for Industry                                | Color Association of China, Zheijang University                                  | Hangcsu, Kínai Népköztársaság                 |
| 2008 | interim  | Colour – Effects and Affects                              | Scandinavian Colour Institute                                                    | Stockholm, Svédország                         |
| 2009 | 11       | AIC 09                                                    | The Colour Society of Australia                                                  | Sydney, Ausztrália                            |
| 2010 | interim  | Color and Food: From the Farm to the Table                | Grupo Argentino del Color                                                        | Mar del Plata, Argentina                      |
| 2011 | midterm  | Interaction of Colour and Light                           | Switzerland pro/colore                                                           | Zürich, Svájc                                 |
| 2012 | interim  | In Color We Live: Color and Environment                   | Color Association of Taiwan                                                      | Taipei, Kínai Köztársaság                     |
| 2013 | 12       | AIC 2013                                                  | Colour Group (Great Britain)                                                     | Newcastle Gateshead, Egyesült Királyság       |
| 2014 | interim  | Color, culture and identity: past, present and future     | Asociación Mexicana de Investigadores del Color                                  | Oaxaca, Mexicó                                |
| 2015 | midterm  | Color and Image                                           | The Color Science Association of Japan.                                          | Tokio, Japán                                  |
| 2016 | interim  | Colour in Urban Life: Images, Objects and Spaces          | Asociación Chilena del Color                                                     | Sntiago, Chile                                |
| 2017 | 13       | AIC Color 2017                                            | Korean Society of Color Studies                                                  | Csedzsu, Korea                                |
| 2018 | interim  | Colour & Human Comfort                                    | Associação Portuguesa da Cor.                                                    | Lisszabon, Portugália                         |
| 2019 | midterm  | Colour and Landscapes                                     | Grupo Argentino del Color                                                        | Buenos Aries, Argentina                       |
| 2020 | interimm | Natural Colours – Digital Colours                         | Centre Français de la Couleur.                                                   | Avignon, Franciaország                        |
| 2021 | 14       | AIC Milan 2021                                            | Gruppo Del Colore – Associazione Italiana Colore                                 | Milánó, Olaszország                           |
| 2022 | midterm  | Seensing Color                                            | Colour Research Society of Canada                                                | Toronto, Canada                               |
| 2023 | 15       | AIC Thailand 2023                                         | Color Society of Thailand                                                        | Chiang Ray, Thaiföld                          |
| 2024 | midterm  | Color Design, Communication and Marketing                 | The Associação ProCor do Brasil                                                  | ESPM College, São Paulo, Brazília             |
| 2025 | 16       | AIC 2025 Taipei                                           | National Tsing Hua University                                                    | Hsin-Chu, Taipei, Kínai Köztársaság           |

## A tagság és a végrehajtó bizottság
A tagság a rendes tagokból áll; ezek lehetnek országok, vagy régiók; személyek, valamint társult tagok.
Az AIC Végrehajtó Bizottsága hét főből áll: egy elnök, egy alelnök, egy titkár, vagy pénztáros és négy rendes tag. Ennek a bizottságnak hét tagjának különböző országokból kell származnia, kétévente újul meg választások útján, amelyeket a teljes kongresszusok és időközi ülések során tartanak.

## Deane B. Judd-díj
A Judd-díj Betty Juddtól származik, aki férje, Deane Brewster Judd  emlékére alapította ezt a díjat 1973-ban.  1975 óta kétévente nemzetközi díjat adományoz egyéni kutatóknak vagy kutatók kisebb csoportjainak a színelmélet, vagy alkalmazás területén végzett kiemelkedő munkásság elismeréseként. A kiválasztás hosszadalmas eljárás, amely magában foglalja az AIC-tagok jelölését és a jelöltek előzményeinek elemzését a díj korábbi díjazottjaiból álló bizottság által. A díjat a következő kutatók kapták:
| kitüntetett | neve                                        | ország                    |
| ----------- | ------------------------------------------- | ------------------------- |
| 1975        | Dorothy Nickerson                           | Amerikai Egyesült Államok |
| 1977        | William David Wright                        | Egyesült Királyság        |
| 1979        | Günter Wyszecki                             | Kanada                    |
| 1981        | Manfred Richter                             | Németország               |
| 1983        | David MacAdam                               | Amerikai Egyesült Államok |
| 1985        | Leo Hurvich és Dorothea Jameson             | Amerikai Egyesült Államok |
| 1987        | Robert William G. Hunt                      | Egyesült Királyság        |
| 1989        | Tarow Indow                                 | Japán                     |
| 1991        | Johannes J. Vos és Pieter L. Walraven       | Hollandia                 |
| 1993        | Yoshinobu Nayatani                          | Japán                     |
| 1995        | Heinz Terstiege                             | Németország               |
| 1997        | Anders Hård, Gunnar Tonnquist és Lars Sivik | Svédország                |
| 1999        | Fred W. Billmeyer ifj.                      | Amerikai Egyesült Államok |
| 2001        | Roberto Daniel Lozano                       | Argentína                 |
| 2003        | Mitsuo Ikeda                                | Japán                     |
| 2005        | John B. Hutchings                           | Egyesült Királyság        |
| 2007        | Alan R. Robertson                           | Kanada                    |
| 2009        | Arne Valberg                                | Norvégia                  |
| 2011        | Lucia Ronchi                                | Olaszország               |
| 2013        | Roy S. Berns                                | Amerikai Egyesült Államok |
| 2015        | Françoise Viénot                            | Franciaország             |
| 2017        | Ming Ronnier Luo                            | Egyesült Királyság        |
| 2019        | Hirohisa Yaguch                             | Japán                     |
| 2021        | John McCann                                 | Amerikai Egyesült Államok |
| 2023        | Rolf Georg Kuehni                           | Amerikai Egyesült Államok |

## A magyar nemzeti bizottság
A magyar nemzeti  bizottság kapcsolódik az AIC nemzetközi közösségéhez, a Magyar Tudományos Akadémia támogatásával.

### A kezdetek
A magyar Elektrotechnikai Egyesület 1964-ben önálló munkacsoportot állított fel Magyar Színbizottság néven. Tagjai Hevesi Sándor, Szepessy Sándor és Esztergár Pál. Magyarország ettől kezdve megjelent több nemzetközi konferencián is; 1965 Luzern Interfarben, 1966 és 1968 Drezda. Már az AIC megalakulása idejében részt vett Nemcsics Antal a Magyar Színbizottság képviselőjeként. Ekkor fogadta be a Bizottságot a Magyar Elektrotechnikai Egyesület (ez a tagság a XXI. században is megmaradt).
1969 június 10-én Stockholmban Sziráki Zoltán nyújtotta be felvételi kérelmét az AIC tagjai sorába, amelyet még aznap meg is szavaztak. Neve akkor MSZB, Magyar Színbizottság volt. A végrehajtó bizottság tagjai Hont, Nemcsics és Szepesi Sándor voltak, a tagok Esztergár Pál, Gádoros Lajos, Hont, Nemcsics, Pásztor Zoltán és Szepesi voltak. Az első közgyűlés Nemcsics Antalt választotta elnökké, titkárrá Esztergrárt.  Szekciókat alakítottak: Tájékoztatási (Gádoros Lajos), színmérési (Lukács Gyula), színezék és festék (Lőrincz), színes TV (Ferenczi), környezetesztétika (Z. Ács) színpszichológia (Bálint István).
1972-től gondoskodott a Kolorisztikai Értesítő kiadásáról és szervezte a Kolorisztikai Szimpóziumokat.
1976-ban megszervezték az első nemzetközi színdinamikai konferenciát Színdinamika 76 név alatt. További konferenciákat szervezett Budapest 1976  (interim Meeting) és 1982.
1977-ben elhunyt Pogány Frigyes elnökségi tag, helyére a szín- és fénymérés egy nemzetközi szaktekintélyét, Schanda Jánost választották. Ez alkalmat adott a munkacsoportok (szekciók) újrarendezésére. Így színmérés (Lukács Gyula, Schanda János), fénymérés (Poppe Kornélné), színmetrika (Fillinger László) színreceptúra (Hirschler Róbert) színdinamika (Nemcsics Antal, Kurucz József), elmélet színdinamika (Klausz Csaba), gyakorlati színdinamika (Csutkai Eszter), képzőművészet (Csík István), ismeretterjesztés (Ribner) oktatás (Aradi), szabványosítás (Somkuti) és pszichológia (Tánczos Zsolt).

### Megújulás
A megújulás részben tagrevízió volt. Másrészt kapcsolatok kiépítése más hazai szervezetekkel, elsősorban az MSZ 9618/1 (Festékek színválasztéka. CIE színjellemzők), MSZ 9619/7:1978 (Színmérés. A Munsell-színjellemzők meghatározása) és az MSZ 9620 szabványsorozat kidolgozása. Kapcsolat létrehozása az Építési és Városfejlesztési Minisztériummal (ÉVM), a Kulturális Minisztériummal, valamint az Országos Műszaki Fejlesztési Bizottsággal. A színdinamikai szakmérnöki oktatás megindítása a Műszaki Egyetemen.
1980-ban és 1980-ben a Magyar Szabványügyi Hivatallal együttműködésben megkezdték a már korábban Nemcsics Antal által SZINOID néven létező színmérő rendszer szabványának kidolgozását COLOROID név alatt.  Ez először Műszaki Irányelvként került nyilvánosságra MI 17063-81 A szinoid jellemzők meghatározása néven. Jelenlegi címe: MSZ 7300:2002 COLOROID-színrendszer.
Nemzetközi konferencia SZÍNDINAMIKA'82 címen. A Magyar Tudományos Akadémia akkreditálja a Műszaki Tudományok Osztálya  tagjaként Magyar Nemzeti Színbizottság néven, ezen kívül az MTA Építészettudományi Bizottsága is Színelméleti Albizottság néven.
A tagság révén kapcsolat alakult ki a Magyar Kémikusok Egyesülete Kolorisztikai Szakosztályával.
Az MTA égisze alatt megújul1 a vezetőség 1983-ban; elnök Nemcsics Antal, titkár Barna Gábor. SZÍNDINAMIKA'88 címen nemzetközi konferencia. Új munkabizottságok jöttek létre 1990-ben.
- színlátás és színmegjelenés (Tánczos Zsolt),[12]
- színmérés (Schanda János a Nemzetközi Világítástechnikai Bizottság részéről)
- színrendszerezés (Nemcsics Antal)
- színdinamikai kutatások (Király József)
- népi színalkalmazás (Rusznyák Márta)
- ipari színalkalmazás (Kovácsné Stáhl Ágnes, a Magyar Kémikusok Egyesülete részéről)
- elektronikus színalkalmazás (Neumann László[13])
- világítás, fénymiliő (Debreczeni Gábor a Magyar Elektrotechnikai Egyesület részéről[14])
- színtervezés (Fajó János[15])
- színoktatás (Csõregh Éva[16])
- program (Takács Ákos)
- kiállítások (Miskei László a Szín- és Fény Nemzetközi Alapítvány részéről[17])
- kiadványok (Kapsza Miklós)
- színmúzeum (Kovács András)

1997-től az elnök ismét Nemcsics Antal, a titkár Hegedűs József.

### A színelméleti albizottság megszervezése
2003 november 18-án a Műszaki Egyetem egyik termében megtartott gyűlésen átalakításról döntöttek. Különvált az AIC MNB addigi kettős szervezete. Az MTA nem kormányzati nemzetközi bizottsága néven az AIC (elnök Nemcsics Antal, titkár Zana János), az MTA Építészettudományi Bizottság Színelméleti Albizottsága (elnök Nemcsis Antal, titkár Méhes Balázs). Munkacsoportokat szerveztek, oktatási (Schanda János), színtervezési (Nemcsics), színrendszerek (Neumann László), valamint informatikai munkacsoportot.   Mindkét szervezet felügyeletét az Akadémia Műszaki Tudományok Osztálya látja el.

### Átalakulás
Az AIC MNB 2015-ben újjáalakult. Ekkor két szervezet közös elnevezést alkotott CIE–AIC néven, és szervezeti támogatást kapott a Szín- és Fény Nemzetközi Alapítványa részéről (elnöke Miskei László). Az AIC-MNB tagság csaknem azonos volt a Szín és Fény 2015 szimpózium tagságával.
Lemondott tisztségéről Nemcsics Antal és elnökké Nemcsics Ákost választották.  Az egyesület titkára Horváth Gábor, majd Szende Árpád, az Archigram Kft. vezető munkatársa.

### 2025 évi változások
2025 év január elsejével megszűnt a Szín és Fény Nemzetközi Alapítvány. 2025 májusától a Magyar Nemzeti Bizottság tagsága megfigyelői státuszba került.